# Cobitis strumicae
Cobitis strumicae är en fiskart som beskrevs av Karaman, 1955. Cobitis strumicae ingår i släktet Cobitis och familjen nissögefiskar. IUCN kategoriserar arten globalt som livskraftig. Inga underarter finns listade i Catalogue of Life.